# Ćamunda

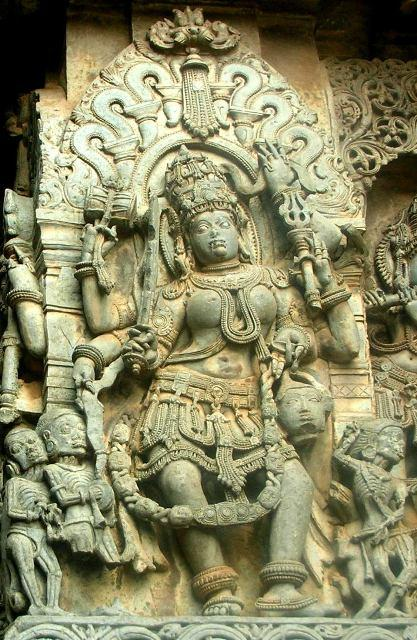
Ćamunda dewi

Ćamunda, Ćamundi (dewanagari चामुण्डा ,Straszliwa") – hinduistyczna bogini, straszliwy aspekt Durgi, jedna z tzw. Siedmiu Matek (Saptamatryka), uosobienie niszczącej mocy myśli, intelektu.

## Ikonografia
Przedstawiana jest jako stara i odrażająca kobieta o zwiędłej i wysuszonej skórze ubrana w skórę słonia. Jej atrybutami są sztylet, trójząb i naczynie z czaszki. Do jej kultu weszło wiele ludowych i archaicznych elementów.

## Odniesienia w kulturze masowej
- Utwór "Chamunda" węgierskiej grupy Ektomorf opublikowany na albumie Outcast z 2006 roku .